# Secchi (cráter marciano)
Secchi es un cráter perteneciente al cuadrángulo Hellas de Marte, localizado en las coordenadas 58.3° de latitud sur y 258.1° de longitud oeste. Tiene 234 km de diámetro y debe su nombre desde 1973 al astrónomo italiano Angelo Secchi (1818-1878).

## Pistas de diablos de polvo

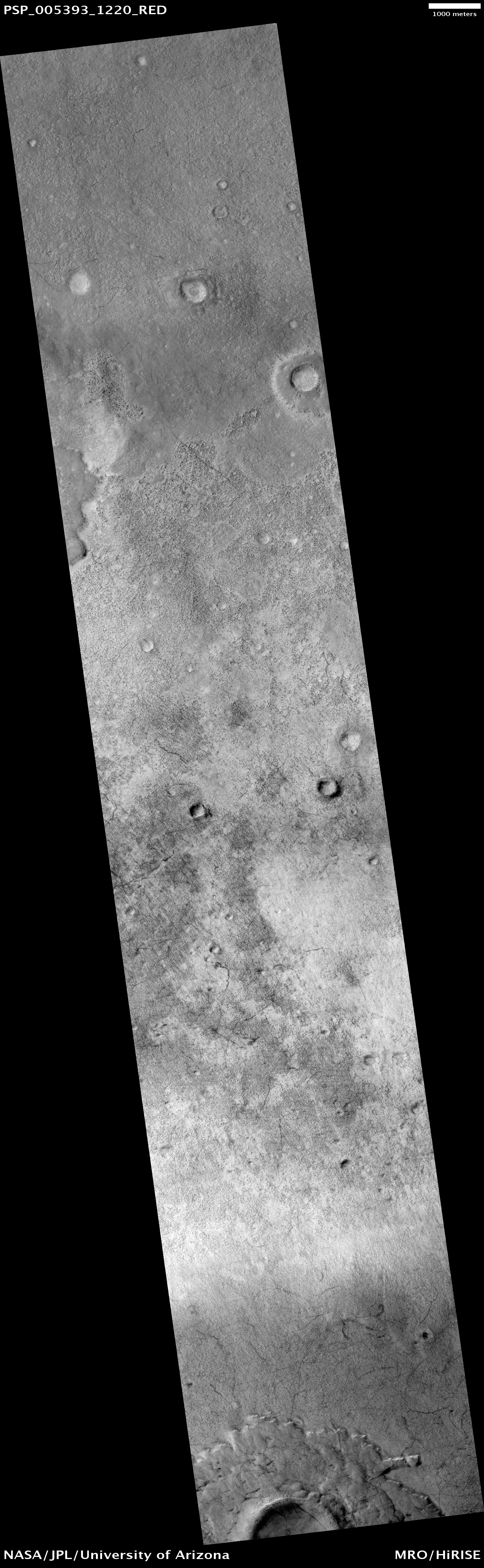
Fondo del cráter Secchi (imagen HiRISE), con pistas de diablo de polvo y un cráter de pedestal.

Muchas áreas sobre Marte experimentan el paso de diablos de polvo gigantes.  Un recubrimiento delgado de polvo brillante y muy fino cubre la mayoría de la superficie de Marte.  Cuando un diablo de polvo atraviesa una de estas zonas levanta el recubrimiento de polvo, dejando a la vista la superficie oscura subyacente. Se han observado diablos de polvo con un extremo sobre el terreno y el otro en órbita.
Incluso han retirado el polvo de los paneles solares de dos de los rovers enviados a Marte, prolongando su vida útil. Los dos rovers gemelos fueron diseñados para durar 3 meses, pero han sido capaces de superar los 5 años en funcionamiento.
Se ha observado que el patrón sobre el suelo de las pistas cambia cada pocos meses.
La imagen del fondo de Secchi, muestra una espectacular imagen tomada por el programa HiRISE de las pistas de los diablos de polvo.